# 四十塚古墳群
四十塚古墳群（しじゅうづかこふんぐん）は、埼玉県深谷市にある古墳群。
「四十坂古墳群」とも呼ばれている。「四十塚」の名の通りかつては多くの古墳が存在し、古くから多くの遺物が掘り出されたが、現在墳丘の残っている古墳は浅間山古墳と寅稲荷古墳の2基のみである。

## 主な古墳
- 四十塚古墳

大型の円墳と推定される古墳で、昭和7年に発掘されている。主体部は自然石で構成された舟形礫槨で、長さ3.6メートル・幅1.8メートルほどが残存していた。副葬品は、横矧板鋲留短甲1、銅製五鈴鏡板付轡1、鉄製楕円形鏡板付轡1、鉄斧1である。銅製五鈴鏡板付轡は全国的に見ても出土数が少なく、東日本では初めてである。5世紀後半の築造。出土品は平成15年3月18日付けで県指定有形文化財に指定された。
- 浅間山古墳

径35メートル・高さ4メートルの円墳。昭和54年市指定史跡。
- 寅稲荷古墳

全長51メートルの前方後円墳。昭和54年市指定有形文化財。